# Юта
Ю́та (англ. Utah, американское произношение: [ˈjuːtɔː] (слушать)о файле) — штат в США в группе Горных штатов, расположен в районе Скалистых гор. Граничит на северо-востоке со штатом Вайоминг, на востоке с Колорадо, на юге с Аризоной, на западе с Невадой и на севере с Айдахо. Столица и крупнейший город Солт-Лейк-Сити. Другие крупные города — Огден и Прово.
Юта стала 45-м штатом, принятым в состав США, 4 января 1896 года. Название «Юта» происходит от названия народа Юта и означает «люди гор» на языке Юте. Городское население составляет 87 % всего населения штата, что делает его шестым по степени урбанизации штатом США. Около 80 % населения живёт в районе Уосатч-Фронт, с центром в Солт-Лейк-Сити.
Юта — один из самых религиозно однородных штатов в США. Около 70 % жителей штата, как сообщается, являются членами Церкви Иисуса Христа Святых последних дней, наиболее крупной ветви мормонизма, которая в значительной степени влияет на культуру штата и повседневную жизнь.
Штат Юта является транспортным центром, здесь развиты информационные технологии и научные исследования, государственные службы, горнодобывающая отрасль, также Юта — крупный туристический центр. По оценкам Бюро переписи населения США, штат Юта был самым быстрорастущим по населению штатом в Соединённых Штатах по состоянию на 2008 год. Город Саут-Джордан в штате был самой быстрорастущей агломерацией в Соединённых Штатах с 2000 по 2005 год.
До начала XX века на русский язык название штата транскрибировалось как Утах.

## История
На стоянке Вишбон (Wishbone) в очаге возрастом 12 480 — 12 060 л. н. археологи нашли четыре обугленных семени табака.
На солончаках испытательного и тренировочного полигона ВВС штата Юта (UTTR) в местонахождении Trackaway Site нашли отпечатки человеческих ног, оставленные примерно 12 тыс. лет назад.
Люди в районе Большого Бассейна занимались преимущественно охотой и собирательством. Около 2 тыс. л. н. в районе плато Колорадо сложилась культура корзинщиков анасази. Затем здесь обосновались племена пуэбло, многочисленные следы деятельности которых, в том числе скальные жилища, сохранились на юго-востоке штата. К моменту появления европейцев этот край населяли племена юта, пайюты, навахо и гошуты.
Первыми европейцами на территории современного штата были солдаты Франсиско де Коронадо (1540), искавшие Семь городов Сиболы. В 1776 году два францисканских миссионера Сильвестре де Эскаланте и Франсиско Домингес прошли здесь с экспедицией, целью которой был поиск удобного маршрута для прокладки дороги между Санта-Фе и испанскими миссиями в Калифорнии. К 1825 году здесь побывали такие известные маунтинмены, как Уильям Эшли, Томас Фицпатрик, Джим Бриджер и Джедедайя Смит. В 1843—1844 годах Джон Фримонт первым исследовал район Большого Бассейна. В 1840-е годы Юта служила транзитной территорией для многих экспедиций и переселенцев в Калифорнию, в том числе для печально известной экспедиции Доннера в 1846 году, по маршруту которой годом позже в Юту пришли первые мормоны из Иллинойса. Членам этой конфессии, скрывавшимся от преследований, выпало сыграть решающую роль в освоении региона.
24 июля 1847 года мормоны во главе с Бригамом Янгом вошли в долину Большого Солёного озера. Через год, после окончания американо-мексиканской войны, территория современной Юты отошла к США. В 1849 году мормоны создали штат Дезерет, простиравшийся от Орегона до Мексики и на запад вплоть до хребта Сьерра-Невада, и обратились в Конгресс с просьбой о приёме в состав США. Конгресс отказался признать штат в таких границах, но в 1850 году принял решение о создании меньшей по площади Территории Юта, губернатором которой стал Бригам Янг. Претензии мормонов на создание штата Дезерет, тем не менее, продолжались до 1870-х годов.
История последующих нескольких десятилетий ознаменована конфликтами поселенцев с индейцами, особенно племени юта, которые прекратились только в 1867 году после создания здесь индейских резерваций, а также борьбой федеральных властей с мормонами, которых преследовали за полигамию. В 1857—1858 годах события привели к так называемой «войне в Юте», когда по приказу президента Джеймса Бьюкенена туда были направлены федеральные войска с задачей привести к власти нового губернатора территории, не являвшегося мормоном. Завершение строительства трансконтинентальной железной дороги в 1869 году способствовало интенсивному притоку переселенцев, в том числе немормонов, развитию сельского хозяйства и промышленности. Принятая в 1895 году конституция будущего штата имела необычное по тем временам положение о праве голоса для женщин.
В 1896 году 12 млн гектаров земли (65 % территории Юты) были переданы федеральному правительству и в настоящее время находятся под контролем Бюро по управлению земельными участками, входящего в состав министерства внутренних дел США. После этого Юта была принята в состав США в качестве штата. 23 марта 2012 года губернатор Юты — республиканец Гэри Герберт — подписал закон, требующий от федерального правительства вернуть властям штата 12 млн гектаров общественных земель на территории Юты. Херберт пообещал подать на федеральное правительство в суд, если передача земель не состоится до 2015 года.
В конце XIX — начале XX веков здесь были открыты многочисленные месторождения серебра, золота, цинка, меди и других полезных ископаемых. Благодаря развитию системы орошения началось расширение сельскохозяйственных угодий. Военные заказы в период обеих мировых войн способствовали развитию перерабатывающей и добывающей промышленности. В 1960-е годы в штате шла интенсивная урбанизация (ныне большинство населения штата сконцентрировано в крупных городах). В период 1968 по 1990 год население штата выросло почти на 70 %. На 1980-е годы приходится начало диверсификации экономики с преобладающим увеличением роли сферы услуг и туризма.

## География
Штат расположен в центральной части западной части США, его площадь составляет 219 887 км². Граничит с Айдахо (на севере), Вайомингом (на северо-востоке), Колорадо (на востоке), Аризоной (на юге) и Невадой (на западе).
Юта расположена на стыке трёх крупных географических регионов: Скалистых гор, Большого Бассейна и плато Колорадо. Штат характеризуется разнообразием рельефа. На севере центральной части Юты возвышается хребет Уосатч, который поднимается до 3700 м над уровнем моря. На северо-востоке расположены горы Юинта, поднимающиеся до высот 3950 м и более. Высшая точка штата — гора Кингс-Пик высотой 4123 м. В западной части хребта Уосатч имеется несколько долин, где сосредоточено около 75 % населения Юты. Запад штата — более пустынная территория, которую пересекают небольшие горные хребты. Исключением является равнина на месте бывшего озера Бонневилл, которая является почти плоской. Плато Колорадо на юге и юго-востоке штата представлено песчаниками; через эту территорию протекает река Колорадо, проделавшая в песчаниках глубокую долину. Восток Юты представлен высоко приподнятой частью плато.
Главная река — Колорадо с притоками Грин-Ривер и Сан-Хуан. На севере Юты расположено самое большое озеро в западной части США — Большое Солёное озеро. Примерно 30 % территории штата покрыто лесами, около половины лесного массива — федеральная собственность (несколько национальных лесных заказников); в большей части лесов вырубка запрещена. На западе штата, близ городка Уэндовер находится пещера Дэнджер, один из наиболее значительных археологических памятников США.

### Климат
Климат Юты главным образом семиаридный и пустынный. Это объясняется тем, что штат находится в так называемой дождевой тени хребта Сьерра-Невада. Восток Юты находится в дождевой тени хребта Уосатч. Летом штат (в особенности его южная и восточная части) лежат на пути муссона, идущего с Калифорнийского залива. Большая часть низменностей Юты получает менее 305 мм осадков в год, хотя в густонаселённом коридоре Уосатч их количество возрастает до 381 мм. Пустыня Большого Солёного Озера — самое засушливое место Юты с годовым количеством осадков менее 127 мм. Снегопады характерны для всех долин, за исключением наиболее южных.
Для большей части территории характерны довольно холодная зима и жаркое лето. Юта защищена от большей части холодных воздушных потоков горами на севере и востоке штата, однако, иногда арктические воздушные массы всё же достигают этой территории. Средние максимальные температуры января меняются от −1 °C в северных долинах до 13 °С в Сент-Джордже. Понижения температур ниже 0 °С отмечаются почти во всех районах Юты, однако в некоторых территориях они случаются чаще и более продолжительны. Максимальные температуры июля меняются от 29 до 38 °С.

## Демография
По данным Бюро переписи населения США на 1 июля 2019 года население Юты составляет 3 205 958 человека; прирост по сравнению с показателем переписи 2010 года составил 16 %. Женщины составляют 49,6 % населения, мужчины — 50,4 %. По данным переписи 2020 года расовый состав штата следующий: белые (90,6 %), афроамериканцы (1,5 %), коренные американцы (1,6 %), азиаты (2,7 %), гавайцы и океанийцы (1,1 %), ещё 2,6 % населения невозможно однозначно отнести определённой расе. Население главным образом английского (26 %), скандинавского (12 %), немецкого (12 %), ирландского (6 %), шотландского (6 %) происхождения, латиноамериканцы (13 %, из них мексиканцы 9 %).
Распределение населения по религиям по данным на 2014 год: мормоны 55 %, без определённой религии 22 %, католики 5 %, евангельские христиане 7 %, церкви «основного протестантизма» 6 %.
В Юте один из наиболее высоких по стране уровней рождаемости и наиболее низких уровней смертности. По данным переписи 2020 года, Юта — самый быстрорастущий штат США.
Динамика численности населения:
- 1950: 688 862 человек ▬
- 1960: 890 627 человек ▲ 29,3 %
- 1970: 1 059 273 человек ▲ 18,9 %
- 1980: 1 461 037 человек ▲ 37,9 %
- 1990: 1 722 850 человек ▲ 17,9 %
- 2000: 2 233 169 человек ▲ 29,6 %
- 2010: 2 763 885 человек ▲ 23,7 %
- 2020: 3 271 616 человек ▲ 18,4 %

Крупные города:
- Солт-Лейк-Сити: 199 723 человек
- Уэст-Валли-Сити: 140 230 человек
- Уэст-Джордан: 116 961 человек
- Прово: 115 162 человек
- Орем: 98 129 человек
- Санди: 96 904 человек
- Сент-Джордж: 95 342 человек
- Огден: 87 321 человек
- Лейтон: 81 773 человек
- Саут-Джордан: 77 487 человек

Данные по населению приведены по состоянию на 2020 год.

## Экономика
Согласно данным бюро экономического анализа ВВП Юты составляет 114,5 млрд. $, или 0,78 % от ВВП США. Средний доход на душу населения на 2005 год составлял 24 977$. По данным на январь 2010 уровень безработицы составлял 6,8 %.
Основные отрасли промышленности — машиностроение (производство строительного и горнодобывающего оборудования), авиакосмическая (авиационные детали, компоненты ракет и космических кораблей); производство электрооборудования; пищевая, химическая, нефтяная и полиграфическая промышленность. В Юте добывается более 200 видов полезных ископаемых, имеющих промышленное значение; наиболее важные — нефть, природный газ, уголь, медь. Добыча меди начата ещё в 1907, нефти — в 1948; по добыче меди Юта занимает одно из первых мест в стране. Тем не менее, добывающая промышленность составляет лишь около 3 % валового продукта, а в сельском хозяйстве занято не более 5 % населения. Более 75 % населения занято в сфере обслуживания.
В Юте хорошо развит туризм, большое количество посетителей привлекает главным образом красивая и необычная природа штата. На территории Юты имеется 5 национальных парков (Арчес, Брайс-Каньон, Каньонлендс, Капитол-Риф и Зайон) и 43 парка штата. Кроме того штат известен своими горнолыжными курортами, которые расположены большей частью на севере, вблизи Солт-Лейк-Сити.

## Транспорт
Единственный международный аэропорт Юты находится в Солт-Лейк-Сити, отсюда совершаются вылеты в большинство крупных городов США, Канады и Мексики, а также в Париж, Амстердам, Франкфурт и Токио.

## Образование
В штате Юта находится несколько высших учебных заведений. Среди них можно выделить:
- Университет Дикси[англ.], Сент-Джордж
- Университет Юты, Солт-Лейк-Сити
- Университет штата Юта, Логан
- Университет долины Юта, Орем
- Университет Вебера[англ.], Огден
- Университет Бригама Янга, Прово
- Вестминстерский колледж[англ.], Солт-Лейк-Сити
- Южный университет Юты[англ.], Сидар-Сити